# Léa Khelifi
Pour les articles homonymes, voir Khelifi.
Léa Khelifi, née le 12 mai 1999 à Strasbourg, est une footballeuse internationale française évoluant au poste de milieu de terrain au FC Nantes.

## Biographie

### Carrière en club
Léa Khelifi évolue dans sa jeunesse à l'US Behren-lès-Forbach ainsi qu'à l'US Forbach. 
Nommée parmi les meilleurs espoirs du championnat de France aux trophées UNFP en fin de saison 2018-2019, Léa Khelifi est repérée par plusieurs clubs dont le Paris Saint-Germain qui signe en juin 2019 la joueuse en fin de contrat au FC Metz. La joueuse joue son premier match de Ligue des champions en septembre 2019 en étant titularisée contre Braga en 16e de finale.
Fin septembre 2020, elle est prêtée à Dijon pour une saison. Yannick Chandioux, le coach du DFCO, se satisfait de son arrivée alors qu'il voulait déjà la recruter à la fin de son contrat à Metz en juin 2019 : « Elle vient à la fois pour continuer sa progression et chercher un temps de jeu plus conséquent ».

### Carrière en sélection
Elle est appelée pour la première fois en équipe de France A par Corinne Diacre en septembre 2019 pour une rencontre amicale face à l'Espagne (2-0). Elle n'entre toutefois pas en jeu. Elle vit sa première sélection le 23 février 2021 en entrant en jeu lors d'un match amical contre la Suisse.

## Palmarès
- FC Metz
  - Championnat de France D2
    - Championne : 2018
    - Vice-championne : 2016.

## Statistiques
| Saison                | Club                  | Championnat           | Championnat | Championnat | Coupe(s) nationale(s) | Coupe(s) nationale(s) | Compétition(s) continentale(s) | Compétition(s) continentale(s) | Compétition(s) continentale(s) | Total | Total |
| Saison                | Club                  | Division              | M.          | B.          | M.                    | B.                    | Comp.                          | M.                             | B.                             | M.    | B.    |
| 2015-2016             | FC Metz               | Division 2            | 7           | 4           | 2                     | 0                     | -                              | -                              | -                              | 9     | 4     |
| 2016-2017             | FC Metz               | Division 1            | 16          | 1           | 2                     | 2                     | -                              | -                              | -                              | 18    | 3     |
| 2017-2018             | FC Metz               | Division 2            | 16          | 5           | 1                     | 0                     | -                              | -                              | -                              | 17    | 5     |
| 2018-2019             | FC Metz               | Division 1            | 22          | 8           | 2                     | 0                     | -                              | -                              | -                              | 24    | 8     |
| Sous-total            | Sous-total            | Sous-total            | 61          | 18          | 7                     | 2                     | -                              | 0                              | 0                              | 68    | 20    |
| 2019-2020             | Paris Saint-Germain   | Division 1            | 7           | 2           | 4                     | 2                     | WCL                            | 3                              | 0                              | 14    | 4     |
| 2020-2021             | Paris Saint-Germain   | Division 1            | 1           | 0           | -                     | -                     | -                              | -                              | -                              | 1     | 0     |
| Sous-total            | Sous-total            | Sous-total            | 8           | 2           | 4                     | 2                     | -                              | 3                              | 0                              | 15    | 4     |
| 2020-2021             | Dijon FCO (prêt)      | Division 1            | 8           | 1           | 1                     | 0                     | -                              | -                              | -                              | 9     | 1     |
| Sous-total            | Sous-total            | Sous-total            | 8           | 1           | 1                     | 0                     | -                              | -                              | -                              | 9     | 1     |
| Total sur la carrière | Total sur la carrière | Total sur la carrière | 77          | 21          | 12                    | 4                     | -                              | 3                              | 0                              | 92    | 25    |